# Edward Allman-Smith
Pour les articles homonymes, voir Edward Smith (homonymie), Allman et Smith.
Edward Allman-Smith, né le 3 novembre 1886 à Dublin et décédé le 17 novembre 1969 à Londres en Angleterre, est un soldat et un joueur de hockey sur gazon irlandais. Lors des Jeux olympiques d'été de 1908 se tenant à Londres il remporte la médaille d'argent pour la première apparition de ce sport au programme olympique.

## Palmarès

### Jeux olympiques
- Jeux olympiques d'été de 1908 à Londres
  -  Médaille d'argent.